# 二階堂ソフィア
二階堂 ソフィア （にかいどう　そふぃあ、1985年12月30日 - ）は日本の元AV女優。
マークスジャパン所属。
趣味はショッピング バスケ

## 略歴
- 2010年10月に『AV未満』でAVデビューを果たした。
- 2011年1月、S1から『新人No.1STYLE　ナンバーワンスタイル』で本格デビュー。多くの女優のデビュー作が自己紹介的なインタビューから始まるのが多いのに対し、濃厚な絡みで終始した本作品は、1月の同社の売上ランキングで1位を獲得している。

## 作品

### アダルトビデオ
2010年
- AV未満 （2010年10月1日、未満）
- AV未満2 （2010年11月1日、未満）

2011年
- 新人NO.1STYLE （2011年1月7日、エスワン）
- 交わる体液、濃密セックス（2011年2月7日、エスワン）
- ナンバーワンスタイル 膣中でイク女（2011年3月7日、エスワン）
- ナンバーワンスタイル 騎乗位ハメ狂い（2011年4月7日、エスワン）
- ナンバーワンスタイル 童貞狩り（2011年5月7日、エスワン）
- ナンバーワンスタイル 美人すぎるIカップ保健医（2011年6月7日、エスワン）
- ナンバーワンスタイル ネットリ濃厚セックス（2011年7月7日、エスワン）
- ナンバーワンスタイル ナンバーワンスタイル僕だけの★巨乳ママ （2011年8月7日、エスワン）